# Рисалпур
Рисалпур (англ. Risalpur) — город в Пакистане, расположен в округе Наушера провинции Хайбер-Пахтунхва. Пешавар находится на расстоянии 45 км от Рисалпура, Мардан — 15 км.

## История
Во время британского правления, в Рисалпуре был размещён военный гарнизон. В 1936 году гарнизон был перемещён в город Лакхнау.
9 ноября 2007 года неизвестные злоумышленники запустили три ракеты, которые приземлились возле Рисалпура. В результате инцидента никто не пострадал.

## Демография
| 1961   | 1972   | 1981   | 1998   | 2010   |
| ------ | ------ | ------ | ------ | ------ |
| 11 291 | 12 136 | 20 386 | 31 259 | 42 535 |